# 29745 Mareknovak
A 29745 Mareknovak (ideiglenes jelöléssel (29745) 1999 BM20) a Naprendszer kisbolygóövében található aszteroida. A LINEAR projekt keretében fedezték fel 1999. január 16-án.